# Разъезд имени Сутормина
И́мени Сутормина́ — разъезд в Тарасовском районе Ростовской области.
Входит в состав Красновского сельского поселения.

## Население
| 2010 |
| ---- |
| 7    |

## Улицы
На разъезде имеется одна улица — Железнодорожная.